# Муравьёв, Михаил Николаевич (1845)
Граф Михаи́л Никола́евич Муравьёв (7 [19] апреля 1845 — 8 [21] июня 1900) — русский государственный деятель, министр иностранных дел в 1897—1900 годах, действительный статский советник (05.04.1887), гофмейстер Двора Его Императорского Величества (30.12.1896). Внук Михаила Николаевича Муравьёва-Виленского.

## Биография
Сын графа Николая Михайловича Муравьёва от его брака с Людмилой Михайловной Позен. Родился в Санкт-Петербурге 7 (19) апреля 1845 года, крещён 4 мая в Исаакиевском соборе при восприемстве деда М. П. Позена и бабушки П. В. Муравьевой.
Учился в Полтавской гимназии, затем посещал Гейдельбергский университет, но после первого года занятий вернулся в Россию и поступил на службу в министерство иностранных дел, где стал помощником посланника. Сперва состоял при миссии в Берлине, потом был секретарём в разных посольствах.
Во время войны с Турцией (1877—1878) был на театре военных действий одним из уполномоченных Красного Креста; по окончании войны был первым секретарём посольства в Париже (при после князе Орлове), потом советником посольства в Берлине (при том же Орлове); в Берлине был первым председателем Совета Свято-Князь-Владимирского братства, членом которого до смерти остался; в 1893—1896 годах — посланник в Копенгагене.
1 января 1897 года (после смерти Лобанова-Ростовского) назначен управляющим Министерством иностранных дел; с 13 апреля того же года — министр иностранных дел. Назначение его в Германии было воспринято как акт до некоторой степени враждебный Германии: Муравьёв считался славянофилом. К периоду его управления министерством относится греко-турецкая война (1897), во время которой Россия вела туркофильскую политику; она организовала европейскую блокаду Крита, причём русские и другие европейские суда стреляли по инсургентам — христианам. После поражения Греции Россия, однако, содействовала признанию автономии Крита. Политикой Муравьёва на юге Балканского полуострова и в Македонии посеяны у христианского населения семена недоверия к России.
В 1898 году подписано соглашение с Китаем относительно взятия Россией в аренду Порт-Артура, чем начата та дальневосточная политика, которая привела к войне с Японией. В Китае Муравьёв поддерживал старокитайскую партию (императрицы и боксёров) против партии реформ, что было одной из причин восстания боксёров в 1900 году, вызвавшего необходимость международной военной экспедиции в Китай.

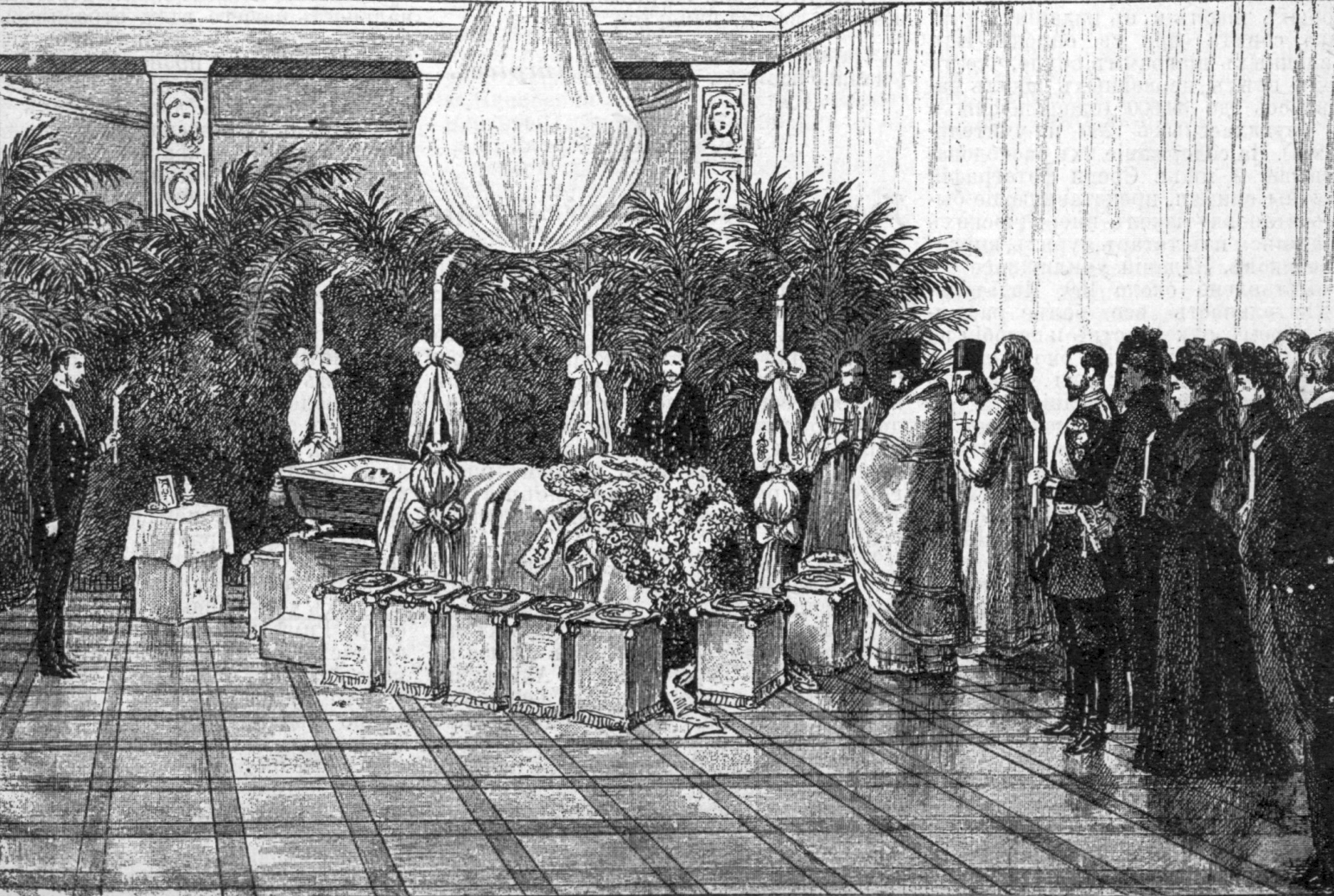
Панихида в Высочайшем присутствии по скончавшемуся министру иностранных дел М. Н. Муравьёву, 9 июня 1900.

12 августа 1898 года, согласно Высочайшему повелению, обратился к державам с приглашением на конференцию всеобщего мира, собравшуюся в Гааге в 1899 году. Начинание это находилось в явном противоречии с воинственной политикой на Дальнем Востоке, но содействовало укреплению на некоторое время престижа России. Принятые на Гаагских конференциях 1899 и потом 1907 года международные конвенции о законах и обычаях войны заложили основу комплекса норм международного гуманитарного права.
Умер 8 (21) июня 1900 года. Похоронен в церкви Григория Богослова («Кушелёвская») в Сергиевой пустыни.

## Во главе МИДа
На посту главы МИДа  М. Н. Муравьёв продолжил линию своего предшественника А. Б. Лобанова-Ростовского, создавшего специальную Комиссию по пересмотру штатов и доложившего о проекте реформы  министру финансов. Он пошёл дальше, предложив централизовать деятельность министерства и "прекратить установившуюся в практике этого ведомства обособленность действий отдельных частей".  Он также напомнил о необходимости увеличить штаты и повысить оклады работников: “В течение 30 лет, протекших с утверждения штатов 1868 года, деятельность Министерства по всем частям его ведомства значительно усилилась. Об этом свидетельствует между прочим увеличение телеграфной переписки центральных его учреждений, которая в 70-х годах обходилась Министерству от 3000 руб. до 8000 руб. в год, в 80-х годах от 11 до 32 тысяч руб., а в 90-х годах доходит до 40000 руб. Параллельно с развитием международных сношений ныне все чаще созываются международные конференции и съезды, заключаются трактаты и конвенции по самым разнообразным вопросам, устраиваются международные выставки, предпринимаются путешествия высочайших особ и уполномоченных правительств, - всё это за последнее время удвоило количество работы Министерства. Наконец, собственные учреждения Министерства за границею (посольства, миссии и консульства) сильно возросли: по старым штатам таковых насчитывалось 102 учреждения (44 на Востоке и 58 в европейских странах) с составом в 291 лицо, а теперь число их равно 147 (69 в восточных государствах и 78 в европейских) с составом в 376 чиновников. К этому надо прибавить нештатные консульские посты, которых было в 1869 г. – 257, а в настоящее время – 274”.
Он предложил изменить названия департаментов Азиатского и Внутренних сношений на Первый и  Второй ввиду расширения деятельности того и другого.
15 (27) декабря 1897 г. новые штаты МИДа были одобрены и вступили в силу с нового, 1898 года, однако существенного прироста штатов не произошло, главным образом было повышено жалование штатным чиновникам и увеличилось число оплачиваемых сверхштатных чиновников. Программа дипломатического экзамена для поступающих на службу осталась прежней: русский и французский языки как обязательные, немецкий и английский в качестве дополнительных (исключена желательность знания латинского языка); “по части наук” – “общие сведения по правам международному, морскому и консульскому”, история международных договоров, в особенности тех, в которых участвовала Россия со времен Екатерины II, политическая экономия и всеобщая статистика (экзаменующийся должен был составить записку по предложенной ему монографии статистического содержания).
При министерстве была создана Комиссия по архивным делам, регламентировавшая 29 января/10 февраля 1899 г. деятельность Санкт-Петербургского Главного архива. На основе этой инструкции были составлены аналогичные для отдельных подразделений МИДа.
После реформы 1897 г. МИД стал значительно больше внимания уделять внешнеэкономическим вопросам, расширив заграничные, особенно консульские, представительства. Для обсуждения внешнеполитических проблем общей практикой стали межведомственные Особые совещания с участием глав военного, морского ведомств, Министерства финансов.

## Оценка личности
Граф Сергей Юльевич Витте в своих воспоминаниях дал Муравьёву следующую оценку:

Граф Муравьев был <...> светский человек и светский забавник, <...> хотя и был забавен, но забавен плоскими рассказами и манерами, <...> литературно мало образованный, если не сказать — во многих отношениях просто невежественный. Кроме того, гр. Муравьев имел слабость хорошо пообедать и во время обеда порядочно выпить. Поэтому, после обеда гр. Муравьев весьма неохотно занимался делами и вообще, обыкновенно, ими не занимался. Относительно занятий он был очень скуп и посвящал им очень мало времени.
Подобную же мнение составил о Муравьёве барон Николай Врангель, познакомившийся с ним в период учёбы в университете:

Князь Михаил Муравьев, внук литовского диктатора, был веселым и легкомысленным молодым человеком, без каких бы то ни было убеждений, по природе своей человек сообразительный, но редкостный лентяй и без самых элементарных знаний. На лекции он не ходил, в книжки не заглядывал, вместо этого любил посещать театры, общества, собрания и дружить с людьми из высших кругов.
Согласно тому же Врангелю супруга Н. Н. Муравьёва-Амурского Екатерина (урождённая Катрин де Ришемон) однажды сказала про ненавистного ей графа Муравьёва: «Я прощу ему все его грехи, … при условии, что он повесит обоих моих племянников, Мишу и (забыл имя другого [имеется в виду Н. В. Муравьёв]), этих негодяев».

## Награды
- Орден Святого Станислава 2-й степени (02.10.1881)[5]
- Орден Святого Владимира 3-й степени (24.12.1885)
- Орден Святого Станислава 1-й степени (01.04.1890)
- Орден Святой Анны 1-й степени (31.03.1894)
- Орден Святого Владимира 2-й степени (05.04.1898)
- Высочайшая благодарность (21.07.1899)
- Высочайший рескрипт (01.01.1900)
- Светло-бронзовая медаль «В память русско-турецкой войны 1877—1878 гг.» (21.07.1886)

Иностранные:
- Прусский орден Красного орла 4-го класса (1 ноября 1865)[6]
- Вюртембергский орден Вюртембергской короны, рыцарский крест (1870)
- Прусский орден Короны 3-го класса (15 января 1873)[7]
- Шведский орден Полярной звезды, рыцарский крест (1874)
- Люксембургский орден Дубовой короны, большой офицерский крест (1881)
- Французский орден Почётного легиона, офицерский крест (1884)
- Прусский орден Короны 2-го класса (22 апреля 1886); со звездой (5 июня 1892)[8]
- Мекленбург-Шверинский орден Вендской короны 2-го класса со звездой (1888)
- Прусский орден Красного орла 2-го класса (17 октября 1889); со звездой (8 апреля 1893)[9]
- Датский орден Данеброг 1-й степени (1895)
- Французский орден Почётного легиона, большой крест (1897)
- Прусский орден Чёрного орла (1897)
- Прусский орден Красного орла 1-го класса и большой крест (1897; как кавалер ордена Чёрного орла)
- Турецкий орден Османие 1-й степени с алмазами (1897)
- Китайский орден Двойного Дракона 1-й степени 3-го класса (1897)
- Греческий орден Спасителя 1-й степени (1898)
- Турецкий орден Меджидие 1-й степени с алмазами (1898)
- Румынский орден Звезды 1-й степени с алмазами (1898)

## Семья
Жена (с 30 июня 1871 года; Карлсруэ) — княжна Софья Николаевна Гагарина (06.10.1847—25.01.1874), внучка графа Н. Д. Гурьева и дочь камер-юнкера князя Николая Николаевича Гагарина. Умерла от родильной горячки в Стокгольме. Их дети:
- Софья (21.08.1872—19.09.1901), фрейлина, в замужестве Дабижа, умерла от лихорадки гастрической во Флоренции. Похоронена вместе с мужем Александром Васильевичем (1860—1899) в Ялте.
- Николай (20.01.1874—1934), воспитанник Пажеского корпуса.